# Acmispon intricatus
Acmispon intricatus là một loài thực vật có hoa trong họ Đậu. Loài này được (Eastw.) Brouillet mô tả khoa học đầu tiên năm 2008.